# Чиха
Чиха (груз. ჩიხა) — село в Грузии, на территории Сачхерского муниципалитета края (мхаре) Имеретия.

## География
Село находится в центральной части Грузии, на правом берегу реки Квирилы, на расстоянии 6 километров к востоку от города Сачхере, административного центра муниципалитета. Абсолютная высота — 540 метров над уровнем моря.

## Население
По результатам официальной переписи населения 2014 года, в Чихе проживал 1981 человек (978 мужчин и 1003 женщины). В национальной структуре населения грузины составляли 99,9 %, осетины — 0,1 %.
| Год  | Население, человек |
| ---- | ------------------ |
| 2002 | 2137               |
| 2014 | ↘ 1981             |